# Corvara
Corvara (in Badia) (ladinsky Corvara, německy Kurfar) je horská obec v "srdci" italských Dolomit v autonomní provincii Bolzano v Tridentsku-Horní Adiži. Obec ležící v nadmořské výšce 1568 m je nejvýše položenou obcí v údolí Badia a celé provincii. Žije zde 1 367 obyvatel.
Corvara je proslulé lyžařské středisko v masivu Puez v Sella Ronda, na úpatí Sassongher a oblasti Dolomiti Superski. Je součástí rekreační oblasti Alta Badia spolu s městy Colfosco, La Villa, San Cassiano a Badia, které společně tvoří část Pusterského údolí (Val Pusteria) a je jednou z 18 obcí, které tvoří oblast zavnou Ladinie.

## Původ názvu
Toponymum je doloženo z roku 1296 jako Kurfaer, Curveire, Corfara, Corvera a pochází z latinského corvus (vrána) s příponou -aria znamenající" místo vran".
V letech 1925 až 1938 obec nesla název Ladinia, kvůli spojení předchozích obcí Corvara a Colfosco. Konečný výraz „in Badia“ je přítomen pouze v oficiálním toponymu v italštině, pravděpodobně proto, aby se odlišil od stejnojmenné lokality v provincii Pescara (region Abruzzo). Německé toponymum Kurfar je zastaralé a používá se jen sporadicky.

## Dějiny města

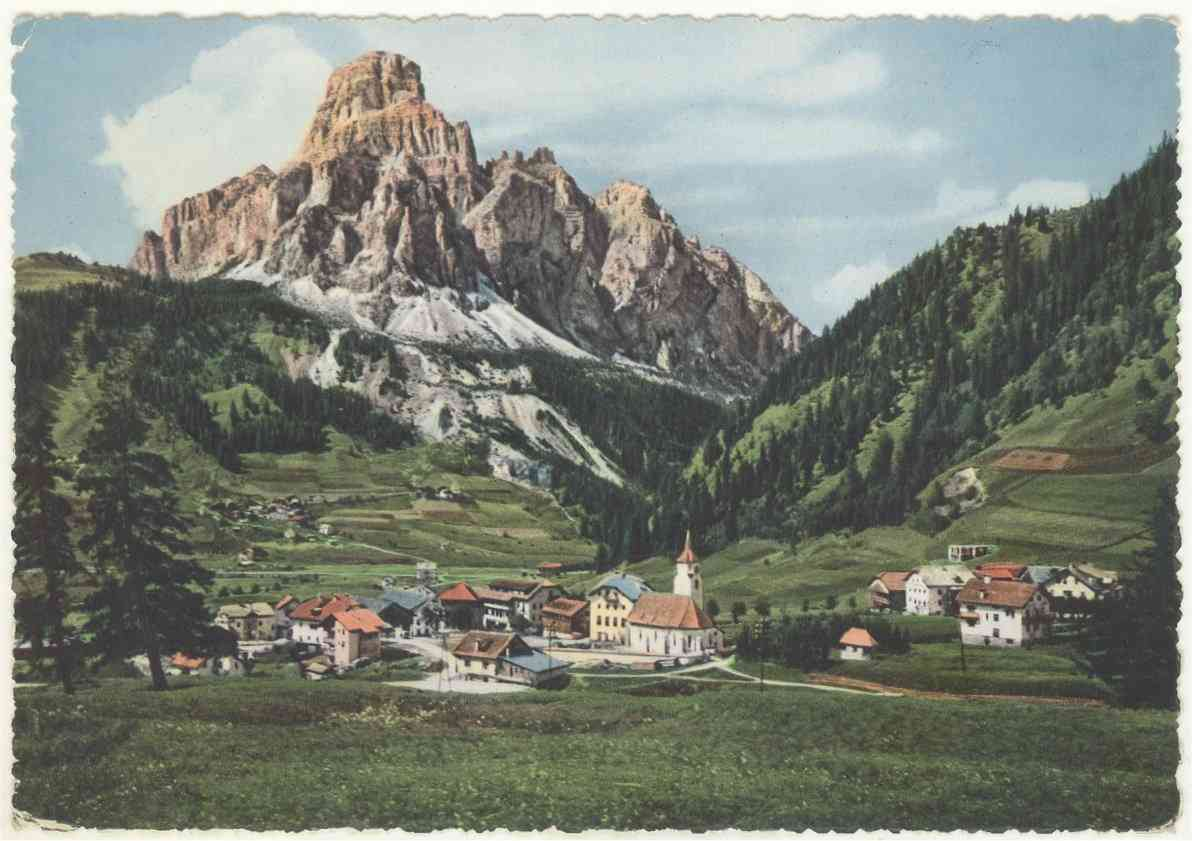
Pohlednice Corvary z roku 1953

Přestože jsou dnes města Corvara a Colfosco součástí jedné obce, v minulosti měla značně odlišnou historii a byla také součástí různých správních území.
První historická zmínka o Corvaře je až z roku 1292, na rozdíl od Colfosca, o kterém jsou zprávy již půldruhého století dříve, přesně z roku 1153, a město bylo součástí starověkého panství Marebbe – Val Badia. Corvara patřila do jurisdikce Marebbe, zatímco Colfosco do jurisdikce Selva di Val Gardena a tato lokalita byla připojena k Val Badia až v roce 1828.
Církevně Colfosco nejprve patřilo k farnímu kostelu v Laionu, poté ke kuracii Santa Cristina ve Val Gardeně. Až do konce první světové války patřily Corvara i Colfosco do jurisdikce okresu Marebbe a byly součástí okresu Brunico/Bruneck.
Nejstarší z kostelů, kostel sv. Kateřiny, existoval již v 15. století, ze kdy je zmínka o knězi, který zde sloužil mši. Druhý kostel, zasvěcený Nejsvětějšímu Srdci, je mnohem novější, pochází z roku 1962.
Vzhledem k odlehlé poloze města a ryze horskému způsobu života obyvatelstva zde nedošlo k významným událostem. Corvara i Colfosco získaly mezinárodní věhlas v 19. století, kdy začaly být ceněny díky podmínkám pro lyžování a turistiku. V roce 1947 byla v Corvaře dokončena a otestována první sedačková lanovka v Itálii, která spojila město s Col Alto a zahájila proces intenzifikace turistického a lyžařského průmyslu, který zaznamenal nebývalý nárůst v sedmdesátých letech a vytvořil nová pracovní místa pro místní obyvatelstvo a také pro lidi přijíždějící z jiných regionů.

### Symboly města
V městském znaku jsou na stříbrném pozadí vyobrazeny tři zelené hory, nad nimiž se tyčí tři červené vrcholy s komolými svažujícími se špičkami. Tři vrcholy symbolizují horu Sassongher, která se tyčí nad městem. Znak byl přijat v roce 1969.
Jedním ze symbolů Corvary je havran (corvus). Dalším symbolem Corvary je také Sassongher, který se svými 2665 m výšky tyčí nad městem.

## Památky a zajímavá místa

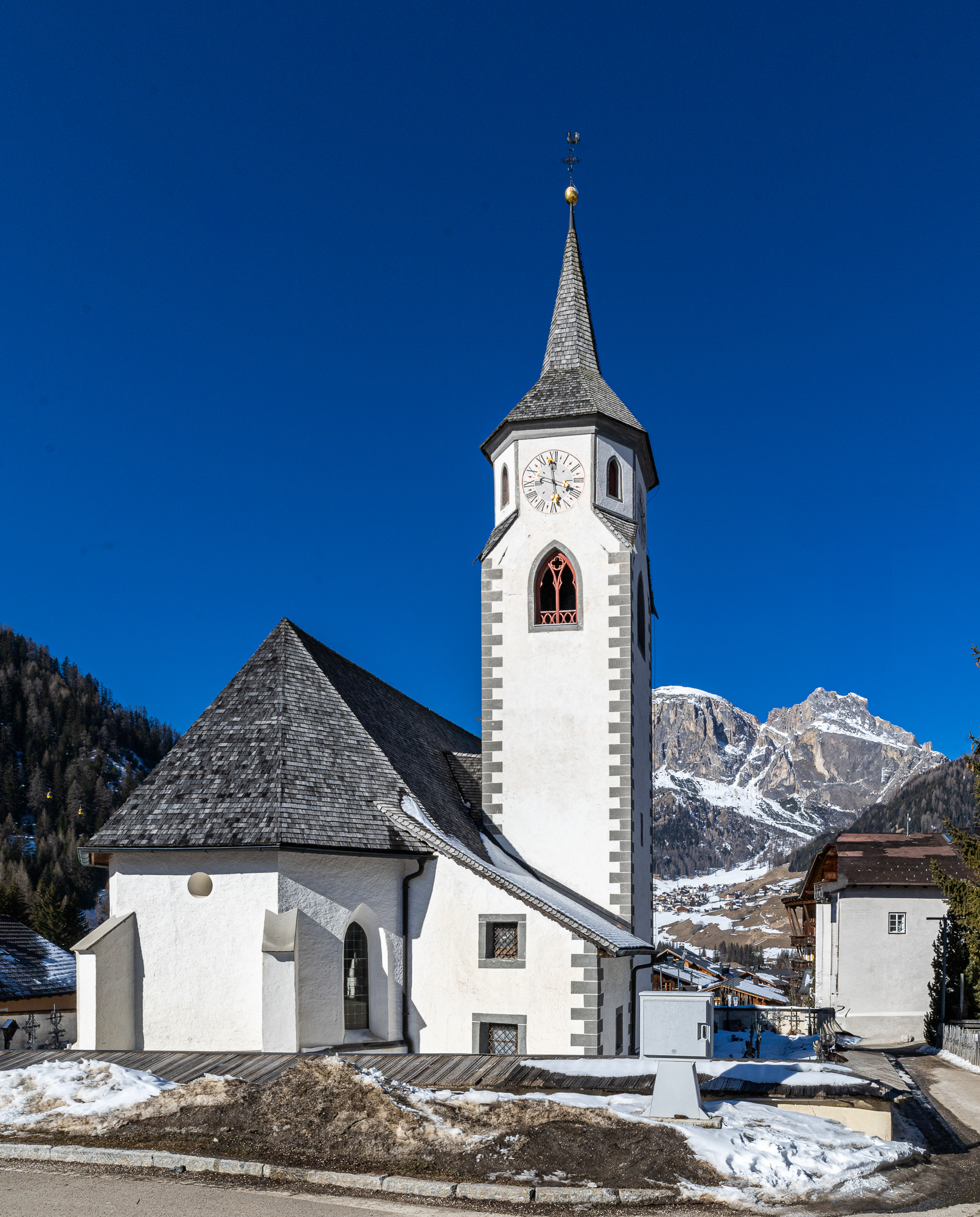
Kostel svaté Kateřiny z 15. století v Corvaře

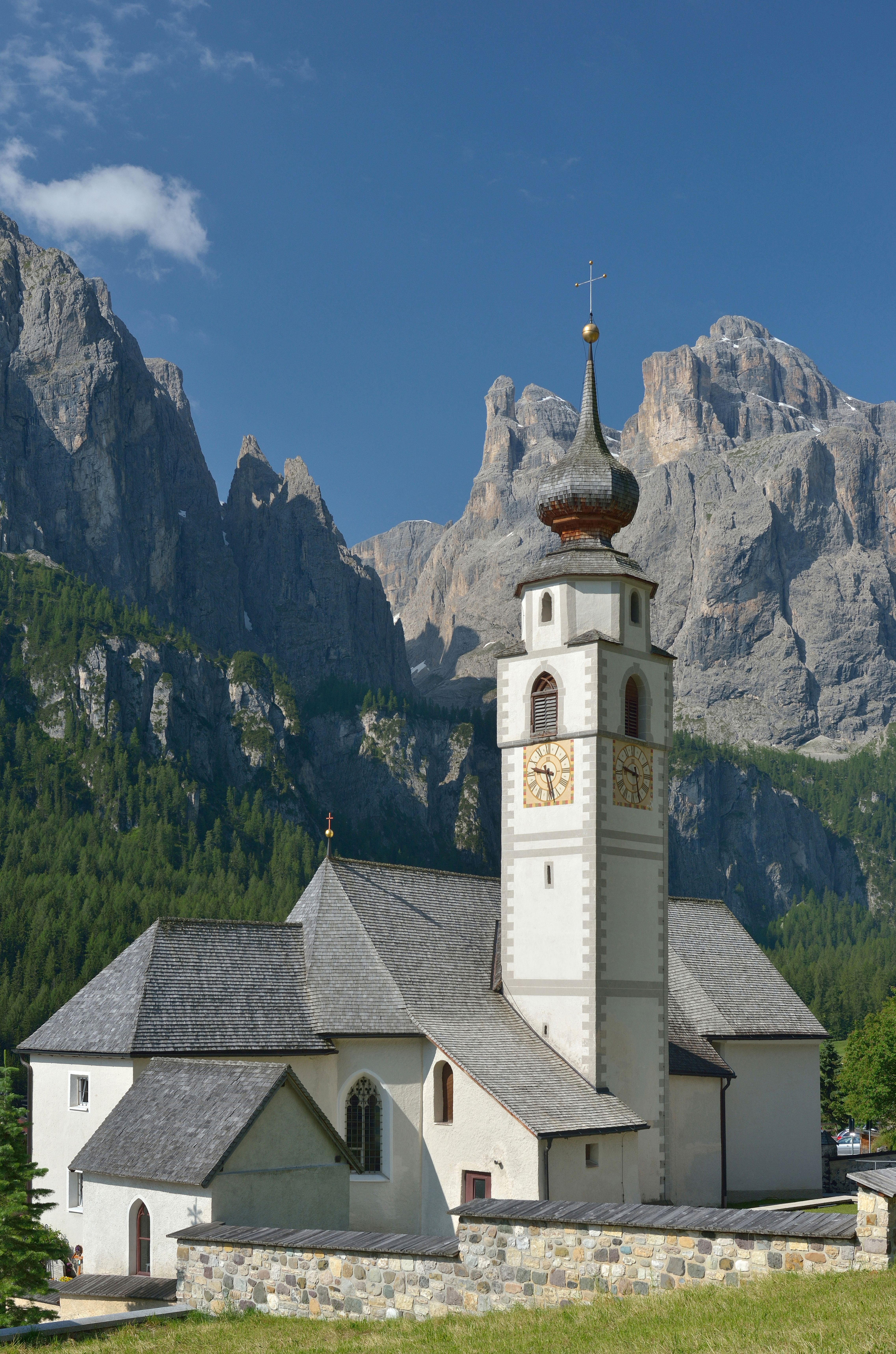
Kostel svatého Vigilia v Colfosco

V Corvaře je devět budov uznaných jako kulturní dědictví a podléhají správě autonomní provincie Bolzano.

### Církevní architektura
- Farní kostel svatého Vigila v Colfoscu: má gotické jádro a loď rozšířenou v polovině 19. století. Polygonální apsida zachovává chór ze 17. století. V bezprostřední blízkosti se nachází hřbitov s hřbitovní kaplí. [8]
- Kostel sv. Kateřiny: dříve farní kostel, byl postaven v roce 1498 v pozdně gotickém stylu. Apsida je polygonální s vějířovou klenbou. V interiéru jsou nástěnné malby z 15. až 17. století. Zvonice má osmiboký buben a je zakončena věžičkou. K nedalekému hřbitovu patří malá kaple.[9]
- Novější kostel, zasvěcený Nejsvětějšímu Srdci, je mnohem novější, pochází z roku 1962.

### Světská architektura
- Pedecorvara: středověký obytný dům z kamene a dřeva [10]
- Plan d'Sura: středověký obytný dům s kamenným přízemím a vyčnívající dřevěnou konstrukcí v prvním patře [11]
- Plaza d'Sott: pozdně středověká obytná budova z kamene a dřeva, s srubovou řešením [12]
- Plaza d'Sura: obytná budova se středověkým přízemím a přístavbou z 19. století [13]
- Rock: obytná budova se středověkým jádrem a barokní nástavbou[14]
- Sorà: obytná budova s lomenou šikmou střechou a venkovním dřevěným schodištěm. Okna mají pozdně barokní rámy [15]
- Zecca da Ruatsch: vícepodlažní obytná budova z roku 1688. Má portikus a valbovou střechu [16]

## Společnost

### Jazykové rozdělení
Corvara je jedna z 8 obcí v provincii s většinou obyvatelstva hovořícího ladinsky:
| Jazykové rozdělení | 1971    | 1981    | 1991    | 2001    | 2011    | 2024    |
| ------------------ | ------- | ------- | ------- | ------- | ------- | ------- |
| Italština          | 5,47 %  | 2,74 %  | 2,85 %  | 4,42 %  | 6,84 %  | 10,23 % |
| Němčina            | 1,68 %  | 3,25 %  | 4,36 %  | 4,58 %  | 3,46 %  | 2,65 %  |
| Ladinština         | 92,84 % | 94,01 % | 92,80 % | 91,00 % | 89,70 % | 87,12 % |